# 물야초등학교 두문분교
물야초등학교 두문분교는 대한민국 경상북도 봉화군 물야면 두문리 390에 있었던 공립 초등학교이다.

## 연혁
- 1968년 8월 20일 설립인가
- 1969년 3월 1일 물야국민학교 두문분교장 개교
- 1972년 3월 1일 두문국민학교 승격
- 1992년 2월 20일 제19회 졸업식 (총 534명)
- 1992년 3월 1일 물야초등학교 두문분교장
- 1997년 3월 1일 폐교